# Échenilleur de Buru
Coracina fortis
Espèce
Statut de conservation UICN

 NT  : Quasi menacé
L'Échenilleur de Buru (Coracina  fortis ) est une espèce de passereau de la famille des Campephagidae.

## Répartition
Il est endémique en Indonésie.

## Habitat
Il habite les forêts humides tropicales et subtropicales en plaine et les montagnes humides tropicales et subtropicales.
Il est menacé par la perte de son habitat.